# Nhà giáo Nhân dân
Nhà giáo Nhân dân là danh hiệu cao nhất  được trao cho các cá nhân (thường là những người làm việc trong ngành sư phạm) bởi nhà nước Việt Nam. Quyết định trao danh hiệu này được xét bởi Hội đồng Thi đua và Khen thưởng Quốc gia, và ký bởi Chủ tịch nước Việt Nam. Các tiêu chuẩn được quy định theo luật pháp Việt Nam. Danh hiệu này được trao ba năm một lần vào ngày kỷ niệm nhà giáo Việt Nam 20/11.

## Tiêu chuẩn danh hiệu Nhà giáo Nhân dân
Danh hiệu “Nhà giáo Nhân dân” được xét tặng cho các đối tượng quy định tại Khoản 1 Điều 2 Nghị định này đã được phong tặng danh hiệu “Nhà giáo Ưu tú” và đạt các tiêu chuẩn cụ thể sau:
1. Trung thành với Tổ quốc Việt Nam xã hội chủ nghĩa; chấp hành tốt chủ trương, chính sách của Đảng và pháp luật của Nhà nước, nội quy, quy chế của cơ quan, đơn vị, tổ chức, địa phương nơi cư trú.
2. Có phẩm chất đạo đức tốt, tâm huyết, tận tụy với nghề, là tấm gương sáng, là nhà giáo mẫu mực, tiêu biểu, xuất sắc nhất có ảnh hưởng rộng rãi trong ngành và xã hội, được người học, đồng nghiệp và nhân dân kính trọng; đi đầu trong việc đổi mới quản lý giáo dục, phương pháp dạy học và kiểm tra, đánh giá; quản lý, giảng dạy đạt chất lượng, hiệu quả cao.
3. Đã được 01 lần tặng danh hiệu “Chiến sĩ thi đua” cấp tỉnh, bộ hoặc giáo viên, giảng viên dạy giỏi cấp tỉnh, bộ; được tặng Bằng khen của Thủ tướng Chính phủ trở lên (riêng đối với giáo viên mầm non, tiểu học, trung học cơ sở có 02 lần được tặng Bằng khen cấp tỉnh, bộ trở lên).
4. Có sáng kiến hoặc đề tài nghiên cứu khoa học được quy định cụ thể với từng đối tượng như sau:
a) Giáo viên mầm non, phổ thông, giáo dục thường xuyên, giáo dục nghề nghiệp trình độ sơ cấp nghề và cung cấp, trung tâm hỗ trợ giáo dục hòa nhập, trường giáo dưỡng:
Chủ trì 03 sáng kiến hoặc 01 đề tài nghiên cứu khoa học đã được áp dụng có hiệu quả trong giảng dạy, giáo dục, được hội đồng sáng kiến, hội đồng khoa học cơ quan quản lý cấp trên trực tiếp nghiệm thu.
b) Giảng viên cơ sở giáo dục đại học, giáo dục nghề nghiệp trình độ cao đẳng, trường của cơ quan nhà nước, tổ chức chính trị, tổ chức chính trị - xã hội, lực lượng vũ trang nhân dân:
Chủ trì 03 sáng kiến hoặc 02 đề tài nghiên cứu khoa học cấp tỉnh, bộ hoặc 02 nhánh đề tài nghiên cứu khoa học cấp quốc gia được hội đồng sáng kiến, hội đồng khoa học cấp tỉnh, bộ, cấp quốc gia nghiệm thu, được ứng dụng vào thực tiễn đem lại hiệu quả thiết thực; chủ biên 02 giáo trình hoặc chủ biên 01 giáo trình và tham gia biên soạn 02 giáo trình môn học được sử dụng trong giảng dạy, đào tạo, hoặc tác giả 01 sách chuyên khảo hoặc tác giả chính 02 sách chuyên khảo; tác giả chính 05 bài báo khoa học được đăng trên các tạp chí khoa học chuyên ngành trong nước hoặc quốc tế;
Giảng viên các đại học, trường đại học, học viện, viện khoa học có đào tạo trình độ tiến sĩ đạt các tiêu chuẩn quy định tại Điểm này và hướng dẫn chính 02 nghiên cứu sinh đã bảo vệ thành công luận án tiến sĩ hoặc hướng dẫn 05 học viên cao học bảo vệ thành công luận văn thạc sĩ, bác sĩ chuyên khoa cấp II, bác sĩ nội trú.
c) Cán bộ quản lý giáo dục:
Chủ trì 02 sáng kiến, đề tài nghiên cứu khoa học cấp tỉnh, bộ hoặc 02 nhánh đề tài nghiên cứu khoa học cấp quốc gia được hội đồng sáng kiến, hội đồng khoa học cấp tỉnh, bộ, cấp quốc gia nghiệm thu, được ứng dụng vào thực tiễn đem lại hiệu quả thiết thực hoặc tham gia soạn thảo 04 văn bản quy phạm pháp luật đã được ban hành theo quyết định phân công của người có thẩm quyền.
Người đứng đầu và cấp phó người đứng đầu đạt các tiêu chuẩn quy định tại Điểm này và tập thể do cá nhân quản lý phải đạt danh hiệu Tập thể lao động xuất sắc 02 năm liền kề năm đề nghị xét tặng.
5. Nhà giáo có thời gian trực tiếp nuôi dạy, giảng dạy từ 20 năm trở lên. Cán bộ quản lý giáo dục có thời gian công tác trong ngành từ 25 năm trở lên, trong đó có 15 năm trở lên trực tiếp nuôi dạy, giảng dạy.

## Một số Nhà giáo Nhân dân tiêu biểu
1. GS. Đặng Thai Mai (1902 – 1984)
2. Nguyễn Lân (1906 - 2003), năm 1988
3. AHLĐ Nguyễn Đức Thìn (sinh 1940), năm 1988
4. GS. Trần Văn Giàu (1911 - 2010), năm 1992
5. GS. Nguyễn Thúc Hào (1912 – 2009)
6. GS. Lê Trí Viễn (1918 - 2012), năm 1990
7. GS. Hoàng Như Mai (1919 - 2013), năm 1990
8. GS.Thượng tướng Hoàng Minh Thảo (1921 - 2008), năm 1988
9. GS. Đoàn Trọng Truyến (1922 - 2009)
10. BS. Nguyễn Tấn Gi Trọng (1913 - 2006)
11. GS. Ngụy Như Kontum (1913 - 1991), năm 1990
12. GS. Lương Xuân Nhị (1914 - 2006), năm 1990
13. GS. Hoàng Xuân Sính (Sinh 1933), năm 1996
14. GS. Đinh Xuân Lâm (1925 - 2017), năm 1988
15. GS. Nguyễn Cảnh Toàn (1926 - 2017)
16. GS. Lê Duy Thước (1918 - 1997), năm 1988
17. GS. Nguyễn Tài Cẩn (1926 - 2011), năm 2008
18. GS. Phan Cự Đệ (1933 - 2007), năm 1995
19. GS.TSKH. Phương Lựu (sinh 1936), năm 2002
20. GS. Nguyễn Đình Chú (sinh 1929), năm 1998
21. GS. Hà Minh Đức (sinh 1935), năm 2000
22. GS. Nguyễn Văn Đạo (1937 – 2006)
23. GS.TS. Thái Thị Liên (1918 - 2023)
24. GS.TS. Trần Bạch Thu Hà (sinh 1949)
25. GS. Hà Văn Tấn (sinh 1937), năm 1997
26. GS. Vũ Công Hòe (1911 - 1994)
27. GS.TS. Phan Hữu Dật (1928 - 2019), năm 2008
28. BS. Y Ngông Niê Kdăm (1922 - 2001)
29. GS. Nguyễn Đức Bình (1927 - 2019)
30. GS. Phan Huy Lê (1934 - 2018), năm 1994
31. GS. Trần Đình Sử (sinh 1940), năm 2010
32. GS. Nguyễn Đăng Mạnh (1930 - 2018), năm 2002
33. GS. Lê Đình Kỵ (1923 - 2009)
34. GS. Dương Viết Á (sinh 1934)
35. GS.TSKH. Nguyễn Châu (1939 - 2019), năm 2002
36. GS.TS. Phạm Gia Khải (sinh 1936)
37. GS.TS. Nguyễn Lân Dũng (sinh 1938), năm 2010
38. GS.TS.Thiếu tướng Đặng Ngọc Giao (1929 - 1999), năm 1997
39. GS.TS Nguyễn Châu (1939 - 2019), năm 2002
40. GS.TS Nguyễn Văn Thắng (1947 - 2012)
41. Thầy giáo Nguyễn Ngọc Ký (1947 - 2022), năm 1993